# Tedeschi dei Sudeti
I Tedeschi dei Sudeti (in tedesco: Sudetendeutsche) o semplicemente Sudeti, sono le popolazioni tedesche che fino alla seconda guerra mondiale popolavano la zona del Sudetenland lungo i monti Sudeti e, per estensione, tutti i tedeschi che vivevano lungo le zone di confine dell'attuale Repubblica Ceca, e nelle cosiddette Sprachinseln (isole linguistiche) ovvero alcune aree interne di Boemia e Moravia a forte presenza germanofona.

## Dal Medioevo alla prima guerra mondiale
A partire dal Tardo Medioevo (XIII e XIV secolo) la regione a cavallo dei Sudeti fu colonizzata prevalentemente da popolazioni tedesche, che varcando le montagne da tre lati del quadrilatero boemo fecero arretrare l'elemento ceco verso la zona collinare.
La massiccia presenza tedesca in Boemia derivante da questa immigrazione per lungo tempo non fu causa di attriti nella regione in quanto il Regno di Boemia faceva comunque parte dell'Impero asburgico. Solo a metà del XIX secolo, con l'avvento dell'epoca degli stati nazionali, si cominciò a porre la "questione boema".

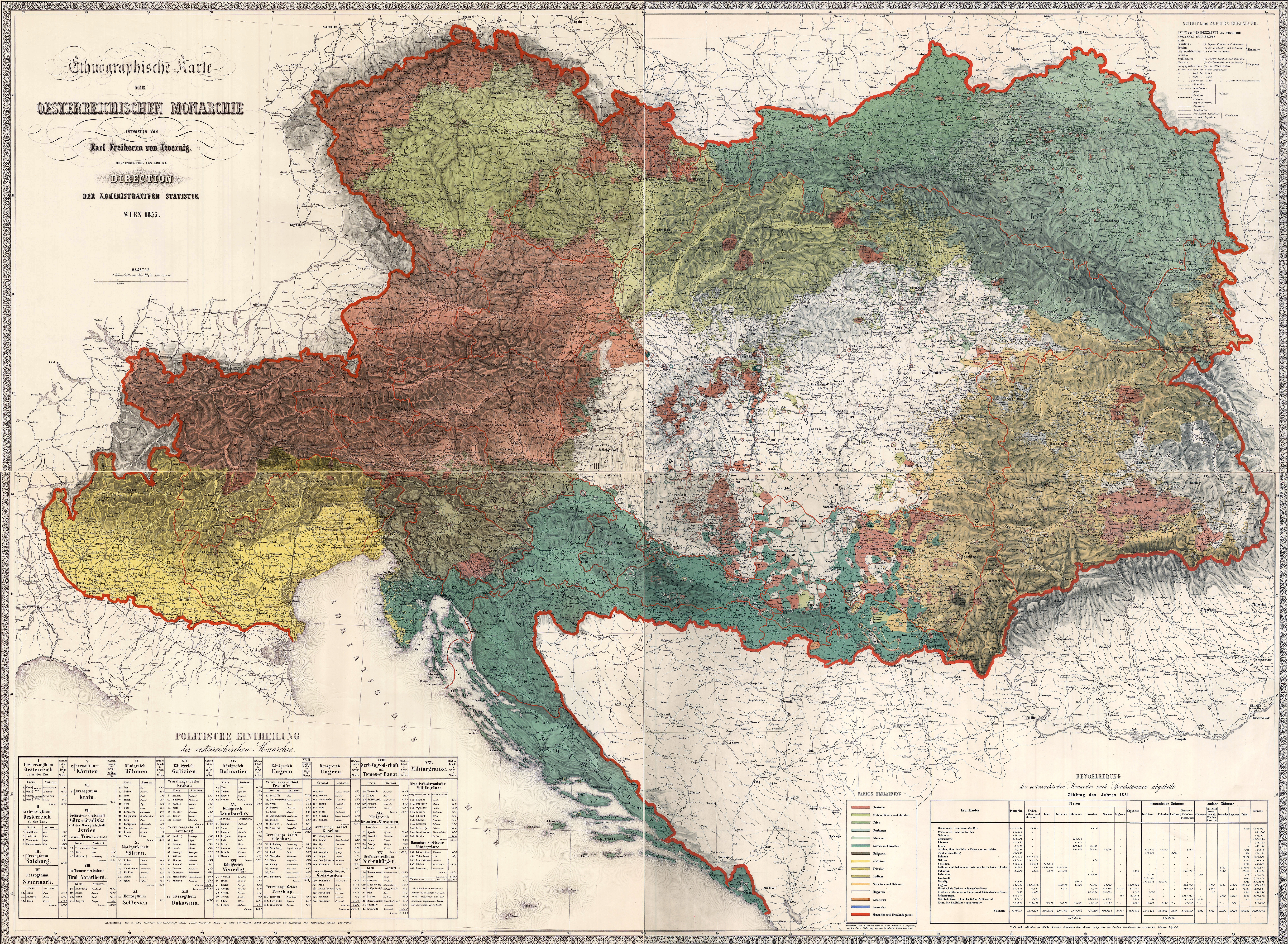
Mappa etnografica dell'Impero austriaco del 1855. L'etnia tedesca (in rosso) è concentrata principalmente in Austria e nei Sudeti.

Alle spinte nazionaliste ceche, tendenti ad una autonomia linguistica e politica, fece da contrappeso una rigida politica di germanizzazione a Praga e nelle principali città boeme e morave, in cui pure vivevano forti minoranze tedesche. Fu in questo contesto, quindi in epoca piuttosto recente, che si cominciò a parlare di Tedeschi dei Sudeti (Sudetendeutsche) per designare la popolazione germanofona sparpagliata lungo le fasce di confine della Boemia e della Moravia, e del Territorio dei Sudeti (Sudetenland) per riferirsi alla zona abitata da queste comunità.
In realtà, il cosiddetto territorio dei Sudeti non era altro che una sottile e irregolare fascia di confine, priva di alcuna tradizione politico-amministrativa e tanto meno di un capoluogo culturale di riferimento. Si trattava piuttosto di un insieme di frange protrudenti dalle rispettive regioni confinanti di lingua tedesca (Baviera, Sassonia, Slesia, Austria), delle quali rispecchiavano le caratteristiche e a cui a maggior titolo sarebbero dovute essere accomunate.
La dispersione sul territorio favoriva inoltre un certo grado di mescolamento con la popolazione slava. In Slesia, ad esempio, un gran numero di tedeschi erano polacchi germanizzati. I matrimoni misti fra cechi e tedeschi erano molto comuni, almeno fino alla fine dell'800, e la stessa famiglia poteva cambiare nazionalità con il passare delle generazioni. Lo stesso Konrad Henlein, fondatore del filo-hitleriano Sudetendeutsche Partei, aveva origini ceche, cosa che tuttavia non compariva mai nelle sue biografie ufficiali. Sua madre, infatti, si chiamava Hedwig Anna Dvorackova e proveniva da una famiglia contadina di etnia ceca.

## Il biennio 1918-1919
All'indomani della sconfitta degli Imperi centrali nella prima guerra mondiale e all'affermazione del decimo dei Quattordici punti di Wilson relativo alla concessione dell'autonomia da concedere ai popoli appartenenti all'Impero austro-ungarico, tra i mesi di ottobre e novembre 1918, i deputati di lingua tedesca al Parlamento di Vienna proclamarono la Repubblica dell'Austria tedesca (Deutschösterreich, l'attuale Austria) e dichiararono in essa riuniti tutti i territori ex asburgici di lingua tedesca.
La così delineatasi Repubblica austriaca fu suddivisa in province, delle quali due rappresentavano le popolazioni germanofone fino ad allora vissute lungo il confine con l'Impero tedesco:
- Boemia Tedesca (Deutschböhmen), 14.496 km², con 2.230.000 tedeschi e 116.000 cechi, nella parte nordoccidentale della Boemia, al confine con la Baviera e la Sassonia;
- Territorio dei Sudeti (Sudetenland) in senso stretto, 6.534 km², con 647.000 tedeschi e 25.000 cechi, nella parte nordorientale della Boemia e in Moravia, al confine con la Slesia.

In seguito all'insediamento dei governi locali le due province suddette furono soggette ad occupazione, talvolta violenta, da parte di unità militari ceche e le autorità fuggirono in esilio; ne seguirono mesi di sanguinose rivolte.
Col trattato di pace di Saint-Germain (1919) l'intera Boemia e la Moravia vennero infine assegnate allo stato cecoslovacco: le potenze vincitrici preferirono quindi salvaguardare l'unità storica e amministrativa della regione (i cui confini erano immutati da parecchi secoli) anziché procedere ad una divisione territoriale secondo il principio delle nazionalità. Se si fosse proceduto secondo quest'ultimo criterio, la Germania e in misura minore l'Austria, in quanto stati confinanti, avrebbero beneficiato di una tale spartizione. Si levarono in tal senso voci contrarie, come quella del professor Coolidge, incaricato dal governo statunitense di studiare delle linee di confine più eque, il quale fece notare il rischio di inserire nel nuovo stato tre milioni di Tedeschi. Nella sua relazione sottolineava il fatto che la Cecoslovacchia avrebbe potuto cedere alla Germania territori ad essa non indispensabili e popolati per la loro quasi totalità da Tedeschi, come il Sudetenland (il territorio che comprendeva parte della Slesia, della Boemia nordorientale e delle Moravia settentrionale) e il distretto di Eger (Cheb). Non fu ascoltato.
Si chiuse così il travagliato biennio 1918-1919, dopo il quale per la prima volta nella storia i tedeschi della Boemia si trovarono al di fuori dei confini delle nazioni di lingua tedesca (Austria e Germania) e divennero una minoranza linguistica nella neonata Cecoslovacchia.
Questa vistosa deroga al principio dell'autodeterminazione dei popoli (stabilito dal presidente statunitense Woodrow Wilson nei suoi famosi Quattordici punti) fu decisa per non avvantaggiare in alcun modo la Germania (a cui sarebbe dovuta essere destinata la gran parte dei territori, come detto), uscita sconfitta dal conflitto, del quale quest'ultima era stata riconosciuta ufficialmente responsabile dal trattato di Versailles. In secondo luogo, le potenze dell'Intesa avevano concepito la Cecoslovacchia in funzione di baluardo antitedesco e vollero garantire alla nuova democrazia un territorio dotato di chiari confini naturali e quindi più facilmente difendibile.

## Tra le due guerre
Nel 1919 i tedeschi dei Sudeti, pur rappresentando il secondo gruppo etnico più popoloso della Cecoslovacchia (superiore per numero persino agli slovacchi), non ottennero lo status di nazione riconosciuta: ciò portò ad ulteriore malcontento della popolazione di lingua tedesca, che sempre meno si sentì integrata nel nuovo stato, e in definitiva ad un crescente attrito con la maggioranza ceca.
I governi cecoslovacchi tra il 1926 e il 1938 erano tuttavia appoggiati dai partiti tedeschi moderati (cosiddetti "attivisti", nettamente maggioritari nelle tornate elettorali fino al 1935) e videro la partecipazione di ministri tedeschi come Franz Spina (Partito Contadino Tedesco, 1926-1938), Ludwig Czech (Partito Operaio Social Democratico Tedesco, 1929-1938), e Erwin Zajicek (Partito Popolare Social Cristiano Tedesco, 1936-1938).
Risultati dei partiti e liste tedesche e ungaro-tedeschi alle elezioni politiche
| Partito                                    | Seggi nel 1920 | Seggi nel 1925 | Seggi nel 1929 | Seggi nel 1935       | Voti nel 1935 |
| ------------------------------------------ | -------------- | -------------- | -------------- | -------------------- | ------------- |
| Partito Tedesco dei Sudeti                 | -              | -              | -              | 44                   | 1.256.010     |
| Deutsche Nationalpartei                    | -              | 10             | 7              | (disciolto nel 1933) | -             |
| Partito Operaio Nazionalsocialista Tedesco | 15             | 17             | 8              | (disciolto nel 1933) | -             |
| Partito Operaio Social Democratico Tedesco | 31             | 17             | 21             | 11                   | 300.406       |
| Partito Popolare Social Cristiano Tedesco  | 7              | 13             | 14             | 6                    | 163.666       |
| Partito Contadino Tedesco                  | 11             | 24             | -              | 5                    | 142.775       |
| Lista ungaro-tedesca                       | 9              | 4              | 9              | 9                    | 292.847       |
| Lista "Partiti tedeschi riuniti"           | 6              | -              | 16             | -                    | -             |
| Totale                                     | 79             | 85             | 75             | 75                   | 2.155.704     |

- Vi erano anche elettori e deputati tedeschi tra quelli del Partito Comunista di Cecoslovacchia (848.822 voti e 30 deputati).
- Lista dei partiti tedeschi-ungheresi: Deutsch-demokratische Freiheitspartei, Deutsche Gewerbepartei, Deutschnationale Partei, Sudetendeutsche Landbund, Deutsche Arbeiterpartei, Zipser deutsche Partei, Partito Cristiano-sociale ungherese, Partito nazionale ungherese

Nell'ottobre 1933 a Konrad Henlein, fu richiesto di dirigere un nuovo movimento che assorbisse gli altri partiti tedeschi, il Fronte Patriottico dei Sudeti (Sudetendeutsche Heimatfront), in cui confluirono immediatamente i due partiti che si erano sempre opposti al dialogo con Praga, il Partito Nazionale e il Partito Nazionalsocialista. Il nuovo movimento, che nel 1935 cambiò nome in Sudetendeutsche Partei dopo un inizio in cui fece valere una certa indipendenza dalla Wilhelmstrasse, indipendenza che costò ad Henlein più di un attacco da parte della dirigenza nazionalsocialista tedesca, si portò progressivamente su posizioni più filo-hitleriane, fino a diventare uno strumento del Drang nach Osten ovvero della politica nazionalsocialista di espansione verso est. A livello elettorale ottenne quasi subito un vasto consenso fra i Tedeschi di Cecoslovacchia, raggiungendo nelle elezioni municipali della primavera del 1938 una percentuale superiore all'85% degli elettori sudeti.

## La Conferenza di Monaco e la seconda guerra mondiale

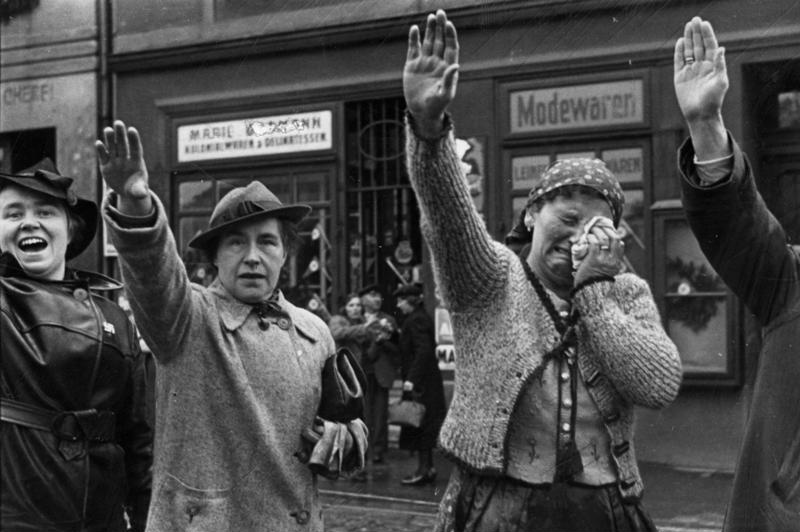
I tedeschi dei Sudeti salutano Hitler con il saluto nazista dopo aver attraversato il confine con la Cecoslovacchia nel 1938

Nel 1938 Henlein fu incaricato da Hitler di avanzare pretese inaccettabili in nome dei tedeschi dei Sudeti, con lo scopo di aumentare la tensione interna e di destabilizzare la fragile democrazia cecoslovacca, affinché i Sudeti potessero "ritornare nel Reich" (heim ins Reich).
Nel marzo 1938 l'Anschluss aveva sancito l'annessione dell'Austria alla Germania. Di conseguenza, quando nel maggio dello stesso anno delle manovre della Wehrmacht fecero credere ad un imminente attacco tedesco, il governo cecoslovacco decretò la mobilitazione generale, cui un Hitler furibondo rispose emanando l'ordine di distruzione della Cecoslovacchia entro il mese di ottobre del 1938, il Fall Grün (Piano Verde). L'estate trascorse fra febbrili trattative, attentati di matrice tedesca e rappresaglie dell'esercito Cecoslovacco. Quando le potenze occidentali si accorsero che la situazione era ormai insanabile, al fine di scongiurare la guerra, alle ore 10 del mattino del 28 settembre 1938, per iniziativa britannica e francese, fu chiesto a Mussolini, noto per il suo legame con Hitler (Asse Roma-Berlino), di mediare con la Germania nazista. Così il giorno dopo in tutta fretta, Germania, Italia, Gran Bretagna e Francia si riunirono alla conferenza di Monaco del 29-30 settembre 1938. Le firme conclusive, giunte all'una del mattino del 30 settembre, sancirono che la Cecoslovacchia, la quale non venne nemmeno invitata alla discussione, fosse sacrificata per il bene della pace e le richieste di Hitler di annessione del territorio dei Sudeti, della Slesia meridionale e di parte del territorio che precedentemente segnava il confine tra Cecoslovacchia ed Austria venissero accettate da Francia e Gran Bretagna che, a norma di precedenti trattati, avrebbero dovuto invece farsi garanti dell'integrità territoriale cecoslovacca. La conferenza prevedeva inoltre che i territori cecoslovacchi di Teschen e della Slovacchia meridionale fossero assegnati rispettivamente a Polonia ed Ungheria. Anche queste due nazioni rivendicavano forti autonomie per le proprie minoranze etniche presenti all'interno dei confini cecoslovacchi.
Seguirono pochi mesi finché, con l'invasione nazista della Cecoslovacchia (15 marzo 1939), fu costituito il Protettorato di Boemia e Moravia. Il Territorio dei Sudeti divenne un Gau (unità amministrativa della Germania in epoca nazista con capoluogo Reichenberg, in ceco: Liberec) e Gauleiter (comandante del Gau) Konrad Henlein.

## Dall'espulsione ad oggi
In seguito alla sconfitta tedesca nel secondo conflitto mondiale il Sudetenland venne restituito alla Cecoslovacchia e la popolazione di lingua tedesca dei Sudeti venne espulsa in massa. In questo modo quasi tre milioni di profughi si riversarono nella Germania postbellica e furono rimpiazzati da cechi e slovacchi. Tuttavia, circa 150.000 tedeschi poterono sfuggire alle espulsioni, poiché la maggior parte di essi era composta da lavoratori considerati indispensabili, senza i quali molte industrie nazionalizzate sarebbero fallite.
Oggi gli ex territori di lingua tedesca dei Sudeti fanno parte della Repubblica Ceca. Secondo i dati del 2001, 39.106 cittadini cechi e 5.405 cittadini slovacchi si dichiarano di etnia tedesca. Sono inoltre 14.157 i cittadini tedeschi che vivono in Repubblica Ceca.
A Monaco di Baviera ha sede un'organizzazione, la Sudetendeutsche Landsmannschaft, che rappresenta i rifugiati dei Sudeti in Germania.